# Делта II
Делта II е ракета-носител, разработена компанията McDonnell Douglas, по-късно прехвърлена към Боинг. Делта II е член на фамилията ракети Делта и се използва от 1989 до 2011 година. След 2011 година остават части за сглобяването на още пет ракети, но първоначално не се предвижда те да бъдат използвани. На 16 юли 2012 година НАСА обявява, че е поръчала три от ракетите за изстрелване в периода 2014-2016 година и е възможно да поръча и останалите две. Делта II включва сериите Делта 6000 и Делта 7000, заедно с две нейни конфигурации (лекотоварна и тежкотоварна).

## История
Разработката на ракетата е забавено заради космическата совалка, но след инцидента със совалката Чалънджър работата по нея продължава. Делта II е била предназначена да извежда предимно навигационни сателити от серията GPS Block II. В края на кариерата си тя успешно е извела 149 проекта в космоса и е най-надеждната ракета със 71 последователни успешни изстрелвания, включително осем мисии до Марс:
- Марс глобъл сървейър през 1996
- Марс Патфайндър през 1996
- Марс клаймат орбитър през 1998
- Марс полар лендър през 1999
- Марс Одисей през 2001
- Марс експлорейшън ровър (Марсоход-А Спирит и Марсоход-Б Опъртюнити) през 2003
- Финикс през 2007

Ракети Делта II са изстреляли и много други научни мисии до обекти в Слънчевата система, някои от които:
- НИЪР Шумейкър през 1996
- Дийп Спейс 1 през 1998
- Стардъст през 1999
- Дженезис през 2001
- КОНТУР през 2002
- Спицър през 2003
- МЕСИНДЖЪР през 2004
- Дийп Импакт през 2005
- STEREO през 2006
- Даун през 2007
- Гама-лъчев космически телескоп Ферми през 2008
- Кеплер през 2009

## Описание
Делта II е ракета за еднократна употреба. Всяка Делта II се състои от следните компоненти:
- Степен I: резервоари с керосин и течен кислород, които биват изгаряни в двигателя Rocketdyne RS-27.
- Твърдогоривни бустери: използват се за увеличаване на тягата през първите две минути след изстрелване. Тежкотоварната версия на Делта II използва девет такива (шест се запалват при излитане, а останалите три по-късно във въздуха), а останалите модели само три или четири.
- Степен II: резервоари с токсични вещества захранват двигателя AJ-10, който може да бъде стартиран няколко пъти. Тази степен бива наричана „мозакът“ на ракетата, защото съдържа някои системи като например навигационната и телекомуникационната.
- Степен III: допълнителна степен, разработена от компанията ATK-Thiokol. Използва се за изстрелване на апарати отвъд орбитата на Земята.
- Товарен отсек: металният конус на върха на ракетата предпазва товара по време на изстрелване от земната атмосфера.

## Конфигурации
Ракетите Делта II имат по-специализирани четирицифрени номера:
- първата цифра е 6 или 7 обозначавайки сериите 6000 и 7000. Сериите 6000 са използвани за последно през 1992 година. Имат удължени резервоари на първата степен с двигател RS-27 плюс Castor IVA твърдогоривни бустери. Настоящата серия 7000 използва двигател RS-27A и GEM бустери. GEM са по-големи, направени от по-леки материали, а двигателите им LR101-NA-11 допринасят за насочването на първата степен.
- втората цифра обозначава броя на бустерите. Обикновено 9 – в такъв случай 6 стартират при излитане и работят една минута, след което се отделят, а останалите три стартират и работят до втората минута на полета. При версиите с 3 и 4 бустера, всички стартират едновременно при излитане.
- третата цифра е 2, обозначавайки двигателя на втората степен Aerojet AJ10. Само ракетите Делта от преди сериите 6000 използваха различен двигател на втората степен – TR-201.
- последната цифра обозначава наличието на трета степен. 0 означава, че няма, 5 означава степента Star 48B, а 6 степента Star 37FM.
- тежкотоварната делта има по-големи GEM-46 бустери, първоначално разработени за Делта III. Тежкотоварните Делти се обозначават по следния начин: 79xxH.